# La Crucifixion blanche
La Crucifixion blanche est un tableau réalisé par le peintre français Marc Chagall en 1938. Cette huile sur toile représente le Christ en croix entouré de scènes évoquant les persécutions des Juifs en Europe. Elle est conservée à l'Art Institute de Chicago.